# Анджели Несма
Анджели Несма Медина (на испански: Angelli Nesma Medina) е мексиканска продуцентка на теленовели. Реализира цялата си кариера в „Телевиса“.
През 80-те години Анджели Несма започва работа с продуцента Валентин Пимстейн, като постепенно натрупва опит и увереност, за да започне самостоятелна кариера като продуцент.

## Биография
От края на 70-те и през 80-те години Анджели Несма работи като координатор, а в последствие продуцент на теленовелите, продуцирани от Валентин Пимстейн.
През 1993 г. е дебютът ѝ като изпълнителен продуцент на теленовелата Между живота и смъртта, с участието на Летисия Калдерон, Себастиан Лигарде и Фернандо Сиангероти.
През 1995 г. продуцира теленовелата Мария от квартала, режисирана от Беатрис Шеридан, с участието на Талия и Фернандо Колунга. На следващата година продуцира теленовелата Скъпа моя Исабел.
През 1997 г. продуцира Без теб, с участието на Габриела Риверо и Рене Стриклер, а след това Камила (1998), с Биби Гайтан и Едуардо Капетийо, и Заради любовта ти (1999), с участието на Габриела Спаник и Саул Лисасо, За една целувка (2000), с участието на Наталия Есперон и Виктор Нориега, Любимо мое момиче (2003), с Кариме Лосано и Серхио Гойри, Любовен облог (2004), с Патрисия Мантерола и Хуан Солер – всички версии са написани от Габриела Ортигоса, и Любов без граници (2006).
През 2007 г. продуцирана теленовелата По дяволите красавците, с участието на Алисън Лос и Еухенио Силер.
Между 2010 и 2011 г. продуцира теленовелата Изпълнена с любов, с Ариадне Диас и Валентино Ланус.
През 2012 г. продуцира теленовелата Бездната на страстта, с Анжелик Бойер и Давид Сепеда.
През 2013 г. продуцира теленовелата Това, което животът ми открадна, чието действие, за разлика от оригиналната история и адаптацията, се развива в съвременността, с участието на Анжелик Бойер, Себастиан Рули и Луис Роберто Гусман.
Две години по-късно продуцира теленовелата Нека Бог ти прости (2015), със Сурия Вега и Марк Тачер.
На следващата година продуцира теленовелата Трите лица на Ана (2016), в която Анжелик Бойер играе тризначки.
През 2017 г. продуцира теленовелата Признавам се за виновна, с участието на Майрин Вилянуева и Хуан Солер.
През 2022 г., след 5-годишна пауза, продуцира теленовелата Разделена любов, с участието на Ева Седеньо, Андрес Паласиос, Габриел Сото, Ирина Баева и Артуро Пениче.
През 2024 г. продуцира теленовелата Твоят живот е моят живот, с участието на Сусана Гонсалес и Валентино Ланус.
След като приключват записите на Твоят живот е моят живот, Анджели Несма Медина съобщава, че напуска „Телевиса“, компанията, в която работи в продължение на десетилетия, и се оттегля от продуцирането на теленовели.

## Творчество

### Изпълнителен продуцент
- Твоят живот е моят живот (2024)
- Разделена любов (2022)
- Признавам се за виновна (2017/18)
- Трите лица на Ана (2016)
- Нека Бог ти прости (2015)[3]
- Това, което животът ми открадна (2013/14)[4]
- Бездната на страстта (2012)
- Изпълнена с любов (2010/11)
- Удар в сърцето (2008/09)
- По дяволите красавците (2007/08)
- Любов без граници (2006/07)
- Любовен облог (2004/05)
- Любимо мое момиче (2003)
- За една целувка (2000/01)
- Заради любовта ти (1999)
- Камила (1998)
- Без теб (1997/98)
- Скъпа моя Исабел (1996/97)
- Мария от квартала (1995/96)
- Между живота и смъртта (1993)

### Продуцент
- Моя малка Соледад (1990)
- Първа част на Въртележка (1989/90)

### Координатор на продукция
- Дивата Роза (1987/88)
- Върховно изпитание (1986)
- Да живееш по малко (1985/86)
- Минали години (1985)
- Щастливи години (1984/85)
- Амалия Батиста (1983/84)
- Чиспита (1982/83)
- Ванеса (1982)
- Втора част на Домът, който откраднах (1981)
- Колорина (1980)
- Втора част на Богатите също плачат (1979/80)

### Асистент-продуцент
- Първа част на Богатите също плачат (1979/80)
- Вивиана (1978/79)

## Награди и номинации
Награди TVyNovelas (Мексико)
| Година | Категория            | Теленовела                      | Резултат   |
| ------ | -------------------- | ------------------------------- | ---------- |
| 2018   | Най-добра теленовела | Признавам се за виновна         | Номинирана |
| 2018   | Най-добър екип       | Признавам се за виновна         | Номинирана |
| 2017   | Най-добър екип       | Трите лица на Ана               | Номинирана |
| 2015   | Най-добра теленовела | Това, което животът ми открадна | Номинирана |
| 2013   | Най-добра теленовела | Бездната на страстта            | Номинирана |
| 2011   | Най-добра теленовела | Изпълнена с любов               | Номинирана |
| 2009   | Най-добра теленовела | По дяволите красавците          | Номинирана |
| 2005   | Най-добра теленовела | Любовен облог                   | Номинирана |
| 2003   | Най-добра теленовела | Любимо мое момиче               | Номинирана |

- Любима теленовела на публиката – Бездната на страстта (2013)
- Специална награда за теленовелата с най-висок рейтинг – Мария от квартала (1996)

Награди Bravo
| Година | Категория            | Теленовела           | Резултат |
| ------ | -------------------- | -------------------- | -------- |
| 2013   | Най-добра теленовела | Бездната на страстта | Печели   |

Награди Copa Televisa
| Година | Категория            | Теленовела                      | Резултат |
| ------ | -------------------- | ------------------------------- | -------- |
| 2014   | Най-добра теленовела | Това, което животът ми открадна | Печели   |